# Эртван
Эртва́н (фр. Heurtevent) — коммуна во Франции, находится в регионе Нижняя Нормандия. Департамент коммуны — Кальвадос. Входит в состав кантона Ливаро. Округ коммуны — Лизьё.
Код INSEE коммуны — 14330.

## Население
Население коммуны на 2010 год составляло 203 человека.
| 1962 | 1968 | 1975 | 1982 | 1990 | 1999 | 2010 |
| ---- | ---- | ---- | ---- | ---- | ---- | ---- |
| 209  | 205  | 146  | 158  | 164  | 165  | 203  |

## Экономика
В 2010 году среди 129 человек трудоспособного возраста (15—64 лет) 99 были экономически активными, 30 — неактивными (показатель активности — 76,7 %, в 1999 году было 68,2 %). Из 99 активных жителей работали 90 человек (49 мужчин и 41 женщина), безработных было 9 (4 мужчины и 5 женщин). Среди 30 неактивных 8 человек были учениками или студентами, 11 — пенсионерами, 11 были неактивными по другим причинам.